# Цуладзе, Баадур Сократович
Бааду́р Сокра́тович Цула́дзе (груз. ბაადურ სოკრატეს ძე წულაძე; 5 марта 1935, Батум, Грузинская ССР, СССР — 13 мая 2018, Тбилиси) — советский и грузинский киноактёр, кинорежиссёр, сценарист, театральный педагог и телеведущий. Заслуженный артист Грузинской ССР (1979).

## Биография
Родился 5 марта 1935 года в Батуми. Детство и юность провёл в этом городе (современный адрес: улица 9-го Марта, дом № 5/7). Рассказывал, что его впечатления о тех годах сходны со стилистикой фильма Феллини «Амаркорд».
Отец Баадура был арестован вскоре после рождения сына и провёл более полутора десятилетий в ссылке. Из-за ареста отца семья жила в крайней бедности, мать работала с утра до вечера, а Баадура воспитывала сестра. Уже в подростковом возрасте начал работать и он сам, став помощником киномеханика в батумском кинотеатре.
Окончил батумскую школу № 3 имени Дзержинского с золотой медалью. По рекомендации родственников планировал поступить в МГТУ имени Баумана, но в итоге связал свою жизнь с кинематографом, зайдя во ВГИК перед приёмными экзаменами в МВТУ и решив отказаться от технического образования. Выбрал режиссёрский факультет как самый простой для поступления (да и актёрство, знакомое по самодеятельности, не любил).
В 1961 году окончил режиссёрский факультет ВГИК (мастерская А. П. Довженко, перешедшая после смерти Александра Петровича к М. Э. Чиаурели). Сокурсниками были Лариса Шепитько, Георгий Шенгелая, Отар Иоселиани, Ирина Поволоцкая, Виктор Туров, а годом старше учился Александр Митта. Вспоминая впоследствии годы учёбы, Баадур особо выделял своего преподавателя актёрского мастерства Ольгу Якубовскую: «Именно она сделала из меня артиста!»
Являлся актёром и режиссёром киностудии «Грузия-фильм», а также работал режиссёром дубляжа. По воспоминаниям самого Цуладзе, изначально актёрством он заниматься не собирался, но невостребованность многих режиссёров в Грузии в середине 1960-х годов грозила ему бедностью, и поэтому он начал сниматься в эпизодах и короткометражных фильмах, чтобы обеспечить себе стабильный заработок. Вместе с Кахи Кавсадзе и Гиви Берикашвили составил ставшую широко известной троицу дорожных рабочих в серии короткометражных фильмов по сценариям Резо Габриадзе. Из-за болезни матери был вынужден отказаться от съёмок в фильме «Джентльмены удачи» (был утверждён на роль Василия Алибабаевича).
Был президентом Гильдии киноактёров Грузии и членом правления Союза кинематографистов Грузии. Преподавал актёрское мастерство в Институте театра и кино имени Шота Руставели. Работал на телевидении — вёл кулинарную телепередачу на грузинском ТВ. Выступал за нормализацию грузино-российских отношений.
Скончался после продолжительной болезни 13 мая 2018 года. Похоронен в Тбилиси на Сабурталинском кладбище.
Баадур Цуладзе никогда не был женат и не имел детей.

## Фильмография

### Актёр
- 1964 — Свадьба — человек с газетой / пассажир автобуса
- 1966 — Листопад — Арчил
- 1966 — Он убивать не хотел — Хвича
- 1967 — Утренние колокола — Гамлет, посетитель закусочной
- 1967 — Мой друг Нодар — Баноджа
- 1967 — Зонтик — хозяин духана
- 1968 — Серенада — приятель Автандилыча
- 1969 — Не горюй! — рыбак Вано
- 1970 — Рубежи — Мамука
- 1970 — Интеграл — парикмахер
- 1970 — Орэра, полный вперёд! — доктор
- 1970 — Буба (новелла в киноальманахе «Как стать мужчиной»)
- 1971 — Я, следователь — Васо Кобидзе
- 1971 — Дверь — несун
- 1972 — Гладиатор — униформист
- 1972 — Общая стена — музыкант
- 1972 — Весенний вечер — организатор выставки собак
- 1972 — Прогулка — работник АЗС
- 1973 — Мелодии Верийского квартала — полицейский
- 1973 — Сибирский дед — Никифор Долидзе
- 1974 — Великий укротитель — Заур Зурабович, директор цирка
- 1974 — Контрабанда — Сатариус
- 1974 — Капитаны — кок
- 1974 — Пари — Гигла
- 1975 — Вальс на Мтацминде — Пупли Кутатели, артист
- 1975 — Любовь с первого взгляда — садовник
- 1975 — Странствующие рыцари — Дондуа
- 1975 — Переполох — член жюри конкурса
- 1975 — Первая ласточка — Квантре, содержатель ресторана
- 1975 — Приключения Буратино — хозяин харчевни «Три пескаря»
- 1975 — У самого Чёрного моря — Леварса
- 1975 — Субботний вечер — Гигла
- 1976 — Песни над облаками — колхозник
- 1976 — Термометр (короткометражный) — Гигла
- 1976 — Три рубля (короткометражный) — Гигла
- 1976 — Эквилибрист — Сандро Антадзе
- 1977 — Бабочка — Гигла
- 1977 — Ночь над Чили — муж Марии
- 1977 — Лимонный торт — Гигла
- 1977 — Покорители гор — Гигла
- 1978 — Комедия ошибок — Бальтасар
- 1978 — Перерыв (короткометражный) — Баадур Петрович, директор
- 1978 — Кваркваре — Вашаломидзе
- 1978 — Младшая сестра — капитан Модебадзе
- 1978 — Расписание на послезавтра — Баадур Парменович, профессор
- 1978 — Три жениха — Гигла
- 1979 — Расколотое небо — таможенник
- 1979 — Яма — доктор
- 1979 — Цыган — продавец
- 1979 — Ретивый поросёнок — покупатель поросёнка
- 1979 — Сватовство гусара — гусар
- 1980 — Тегеран-43 (телевариант «Покушение») — Дерюш
- 1980 — Удача — Баадур / Гигла
- 1980 — Крупный разговор — Вахтанг Нодарович, начальник
- 1981 — Куда он денется! — Кавсадзе
- 1981 — Пловец — Антон Думбадзе
- 1981 — Будьте моим мужем — милиционер
- 1982 — Для любителей решать кроссворды — полковник Чичуа (озвучивал Юрий Чекулаев)
- 1982 — Путешествие будет приятным — водитель рефрижератора
- 1982 — Женатый холостяк — Гурам Отарович
- 1983 — Скорость — Гурам
- 1983 — Уникум — Автандил Шалвович Цуладзе
- 1984 — Блондинка за углом — Рашид Рашидович
- 1984 — Герой её романа — Мироныч
- 1984 — Очень важная персона — Георгий
- 1984 — Пеппи Длинныйчулок — господин полицейский (роль озвучил Олег Табаков)
- 1985 — Проделки Скапена — Карл
- 1985 — Жил отважный капитан — скульптор
- 1985 — Созвездие любви — Сафарбек
- 1985 — Мужчины и все остальные — Баадур Сократович, руководитель дома моды
- 1986 — Наш черёд, ребята! — отец
- 1987 — Пляжный разбойник — фотограф
- 1987 — Поражение — продавец вина
- 1987 — Корни — владелец кафе
- 1988 — Житие Дон Кихота и Санчо — дон Диего Демирандо
- 1988 — Тайна золотого брегета — первый абрек
- 1990 — Аферисты — Сидоренко, директор ресторана
- 1990 — Царская охота — Ломбарди
- 1991 — Гениальная идея — Автандил, напарник Гурама
- 1991 — Говорящая обезьяна — Булат
- 1993 — Аляска Кид — Карлуччи
- 1995 — Оскар — комиссар полиции
- 1997 — Ночь жёлтого быка
- 2000 — Лето, или 27 потерянных поцелуев — дедушка друга Мики
- 2000 — Молитва Лейлы — Исаак Гольдблад
- 2005 — Тбилиси — Тбилиси — профессор Отар Эристави
- 2005 — И шёл поезд — пассажир, направляющийся в Хашури
- 2014 — Залётчики — дед Вано
- 2015 — Кавказское трио — Мика

### Режиссёр
- 1962 — Три песни
- 1965 — Награда
- 1970 — Феола (новелла в киноальманахе «Мяч, перчатка и капитан»)
- 1972 — Гладиатор (новелла в киноальманахе «Белые камни»)
- 1975 — Вальс на Мтацминде (новелла в киноальманахе «Любовь, велика сила твоя»)
- 1978 — Перерыв
- 1980 — Удача
- 1982 — Для любителей решать кроссворды
- 1986 — Наш черёд, ребята!

### Сценарист
- 1982 — Для любителей решать кроссворды

### Озвучивание
- 1981 — Будьте моим мужем — носильщик (роль Михаила Херхеулидзе)

## Документальный фильм о Баадуре Цуладзе
- «Баадур Цуладзе. Я вспоминаю». Режиссёр и автор сценария — Ольга Жгенти (Россия, 2012 г.)

## Награды
- Заслуженный артист Грузинской ССР (1979)
- Специальный диплом жюри на V Международном фестивале актёров кино «Стожары» в Киеве (2005) — за роли в фильмах «Тбилиси — Тбилиси», «Берег», «Молитва Лейлы»
- Почётный гражданин Батуми (2016)